# Challenger de Rimouski 2013
El torneo Men's Rimouski Challenger 2013 fue un torneo profesional de tenis. Perteneció al ATP Challenger Series 2013. Se disputó su 7.ª edición sobre superficie dura, en Rimouski, Canadá entre el 18 y el 24 de marzo de 2013.

## Jugadores participantes del cuadro de individuales

### Cabezas de serie
| País                      | Jugador             | Rank1 | Favorito |
| Bandera de Canadá         | Vasek Pospisil      | 128   | 1        |
| Bandera de Túnez          | Malek Jaziri        | 129   | 2        |
| Bandera de Japón          | Yuichi Sugita       | 138   | 3        |
| Bandera de Australia      | John Millman        | 161   | 4        |
| Bandera de Estados Unidos | Bobby Reynolds      | 166   | 5        |
| Bandera de Alemania       | Cedrik-Marcel Stebe | 167   | 6        |
| Bandera de Polonia        | Michał Przysiężny   | 176   | 7        |
| Bandera de China Taipéi   | Jimmy Wang          | 178   | 8        |
| ------------------------- | ------------------- | ----- | -------- |

- 1 Se ha tomado en cuenta el ranking del día 4 de marzo de 2013.

### Otros participantes
Los siguientes jugadores recibieron una invitación (wild card), por lo tanto ingresan directamente al cuadro principal:
- Hugo de Feo
- Filip Peliwo
- Milan Pokrajac
- Brayden Schnur

Los siguientes jugadores ingresan al cuadro principal tras disputar el cuadro clasificatorio:
- Maxime Authom
- Rik de Voest
- Adam El-Mihdawy
- Hiroki Moriya

## Jugadores participantes en el cuadro de dobles

### Cabezas de serie
| País                      | Jugador         | País                 | Jugador            | Rank1 | Favorito |
| Bandera de Estados Unidos | James Cerretani | Bandera de Canadá    | Adil Shamasdin     | 158   | 1        |
| Bandera de Alemania       | Philipp Marx    | Bandera de Rumania   | Florin Mergea      | 159   | 2        |
| Bandera de Australia      | Samuel Groth    | Bandera de Australia | John-Patrick Smith | 232   | 3        |
| Bandera de Sudáfrica      | Rik de Voest    | Bandera de Sudáfrica | Izak van der Merwe | 239   | 4        |
| ------------------------- | --------------- | -------------------- | ------------------ | ----- | -------- |

- 1 Se ha tomado en cuenta el ranking del día 4 de marzo de 2013.

### Otros participantes
Los siguientes jugadores recibieron una invitación (wild card), por lo tanto ingresan directamente al cuadro principal:
- Daniel Chu /  Pavel Krainik
- Hugo De Feo /  Brayden Schnur
- Filip Peliwo /  Milan Pokrajac

## Campeones

### Individual Masculino
- Rik de Voest   derrotó en la final a  Vasek Pospisil por 7-6(6), 6-4

### Dobles Masculino
- Samuel Groth /  John-Patrick Smith vencieron en la final a  Philipp Marx /  Florin Mergea, por 7–6(5), 7–6(7).